# 喬爾諾耶湖 (曉爾科沃區)
56°02′29″N 38°12′27″E / 56.0414°N 38.2075°E
喬爾諾耶湖（俄语：Чёрное озеро），是俄羅斯的湖泊，位於該國西部，由莫斯科州負責管轄，處於曉爾科沃區，長0.46公里、寬0.42公里，該湖泊面積0.12平方公里。